# Bangtaesan
Bangtaesan är ett berg i Sydkorea.   Det ligger i provinsen Gangwon, i den norra delen av landet, 130 km öster om huvudstaden Seoul. Toppen på Bangtaesan är 1 436 meter över havet, eller 578 meter över den omgivande terrängen. Bredden vid basen är 16,9 km.
Terrängen runt Bangtaesan är huvudsakligen kuperad. Runt Bangtaesan är det ganska glesbefolkat, med 36 invånare per kvadratkilometer. I omgivningarna runt Bangtaesan växer i huvudsak lövfällande lövskog.